# Compagnie des îles d'Amérique
La Compagnie des îles d'Amérique était une compagnie à charte française créée en 1635 et dissoute en 1651, pour prendre en charge, à la suite de la Compagnie de Saint-Christophe, l'administration de la partie française de l'île de Saint-Christophe, qui était alors le seul établissement français dans les Caraïbes, et a été chargée de coloniser activement d'autres îles des petites Antilles qui sont ensuite administrées pour la France sous la direction de la Compagnie avant sa dissolution en 1651.

## Histoire

### Prémices
Alors que le capitaine Cousin et son compagnon de voyage Vincent Pinçon avaient touché le Brésil quelques années avant Cristophe Colomb, suivi de près en 1504 par Binot Paulmier de Gonneville, et qu'en 1506 il existait déjà des indigènes brésiliens à Rouen, un siècle plus tard Henri IV créa en 1599 la Compagnie du Canada et de l'Acadie, chargée d'y porter la religion catholique, tandis que Raoul de La Touche de La Ravardière, Alphonse du Plessis et le père Claude d'Abberville, capucin, s'embarquèrent à Cancale en 1612 pour « l'inspection du royaume de Guyane, de l'Amérique péruvienne, au-delà des Amazones ». Ensuite, le commerce français et l'évangélisation furent liés au début du 17e siècle. Dès 1619, un Jésuit d'Avignon, le père Alexandre de Rhodes, fut le premier français en Annam avec vingt autres missionnaires comme lui, espagnols, portugais et italiens. Le capitaine Urbain de Roissey de Chardouville reçut lui en 1624 le mandat de pourchasser les pirates qui empêchaient les marchands français au-delà du tropique du Cancer.

### La Compagnie des seigneurs de Saint Christophe fondée en 1626
Au cours de l’année 1626, le cardinal de Richelieu soutient le projet de deux marins, de Roissy (ou Roissey) et Pierre Belain d'Esnambuc : la création de la « Compagnie des seigneurs de Saint Christophe » du nom d'une des plus petites îles des Antilles, partagée avec les Anglais. Ceux-ci ont aussi fondé une Compagnie de l'île de la Providence dont le parlementaire contestataire John Pym sera nommé trésorier en 1630, et qui accueille les dissidents religieux, ce qui inquiète Richelieu.
L'installation de minorités religieuses au Nouveau Monde enquière aussi les Anglais : l'île de la Barbade est concédée par la couronne anglaise au comte de Carlisle en 1627, puis au comte Malborough, et Sainte-Lucie au comte de Montague, en 1632.
Le nom exact est "Compagnie des îles de Saint-Christophe, de la Barbade et autres îles à l'entrée du Pérou (1626)", pure société en commandite par actions, établie au Havre devant deux notaires, maîtres de Beaufort et de Beauvais, le 31 octobre 1626, quelques mois avant la création de la Compagnie des Cent associés du Canada. Par « île de la Barbade » il fallait comprendre l'île Barbude qui constitue avec Saint-Martin, Saint-Barthélemy, les Anguilles, une des dépendances de Saint-Christophe.
Le capital social, 45000 livres pour l'achat de trois vaisseaux, est réparti ainsi: 
- 10.000 livres pour Richelieu;
- 10.000 pour Sçavoir, dont 2.000 en argent et 8.000 en un vaisseau;
- 2.000 pour Ruzé d'Effiat, intendant général de la marine, 2.000 pour Marion, 2.000 pour Flécelles, président des Comptes, 2.000 pour Mcrand, 2.000 pour Guinegaud, conseiller d'Etat, 2.000 pour Bardin Royer, 1.000 pour Ladurcat, 1.000 pour Ferrier et 4.000 pour Cavelet, dont 2.000 pour Camille Cavelet et 2.000 pour Jean[1].

La Société de Saint-Christophe n'a pas rapporté aux actionnaires. Mais ils pouvaient, par actes séparés, passer des contrats avec des "engagés" pour une période de trois ans, pendant lesquels ils devaient payer annuellement et par tête, chacun 125 livres de petun, avec un dixième du coton et autres marchandises exportées.
Un second voyage débarque le 8 mai 1627 à Saint-Christophe : de 70 hommes qui étaient avec de Roissey il ne restait que 16, la plupart à demi-morts. Ils rencontrèrent le capitaine anglais contrôlant l'île avec 400 hommes. Roissey rentra en France, en laissant d'Esnambuc dans l'île.
Richelieu apprend ensuite que le roi d'Espagne a chargé l'amiral Tolède de se rendre au Brésil, via Saint-Christophe, avec ordre d'expulser les Français. Une nouvelle expédition française avec Cusac comme chef d'escadre part alors en juin 1629. Dyel Duparquet subit 18 blessures. Les colons durent se réfugier dans les montagnes et des îles voisines, à Antigua et à Saint-Martin. Certains ont déjà quatre ans de service et refusent désormais les dîmes à payer, pour devenir contrebandiers. La Compagnie, peu avant d'être déclarée « comme abandonnée », obtint du roi une déclaration, le 25 novembre 1634, demandant à tout capitaine de navire naviguant vers l'Amérique de traiter avec l'île, devenue simple étape.

### Mention des esclaves dans les textes de 1626 et 1627
Les esclaves sont mentionnés dès une lettre secrète d'octobre 1626, où les actionnaires parisiens acceptent de racheter à Pierre Belain d'Esnambuc ses biens cachés depuis 1625 sur la petite île de Saint-Christophe (colonie française): fortin, munitions, marchandises et « aussi des esclaves jusqu'au nombre de 40 ou environ ». Puis une charte rédigé, quatre mois plus tard, le 13 janvier 1627 à l'occasion du départ de la première expédition mentionne que s'il: « se faict traite de quelque naigre, sauvages ou esclaves qui soient employés au travail et manufacture des dictes marchandises» les membres de cette expédition recevront la moitié de leur production «seulement la première année».

### Nouveau nom et nouvelle vocation en 1635: accueillir 4000 engagés
Actionnaire de la Compagnie, le Cardinal la juge trop peu dynamique et demande au directeur François IV Fouquet de la revitaliser. Elle est rebaptisée en 1635, « Compagnie des Îles d’Amérique ».
Jean Duplessis Charles Liènard de l'Olive, et cinq autres marchands de Dieppe, vont à Paris, négocier le contrat prévoyant que la Compagnie leur verserait 2000 livres en argent et 3000 en armes contre le commandement de ces îles et le tiers de ses droits sur les mines et prélèverait sur les habitants 60 livres de tabac .
La charte du 12 février 1635 prévoit l'envoi en 20 ans de 4000 engagés blancs de religion catholique, l'édification d'église, l'évangélisation des Caraïbes, présentés comme égaux en droits,. Sa mission est cultiver les terres et creuser des mines pour des métaux, moyennant un dixième de tout ce qui proviendra se retirer.
La même année, le Pape est mobilisé: dans une bulle il précise le partage des futurs prêtres entre les trois principales îles visées: capucins à Saint-Christophe, dominicains à Guadeloupe, jésuites à la Martinique. Le cardinal Richelieu est l’un des souscripteurs avec d’autres proches, Razilly, Effiat, Lauzon, et Fouquet, directeur de la compagnie, qui deviendra l’un de ses proches collaborateurs.
Le 25 mai 1635, Pierre Belain d'Esnambuc et Jean du Plessis d'Ossonville quittent Dieppe, sur deux navires, avec  400 colons engagés par contrat pour trois ans et les Pères dominicains Pierre Pélican, Raymond Breton, Nicolas Bréchet et Pierre Gryphon. Le 28 juin 1635, ils accostent du côté de la Pointe Allègre, proche de l'actuelle Sainte-Rose (Guadeloupe) puis vont à Saint-Christophe.
En juillet 1635, c'est le Père capucin Hyacinthe, qui part de Saint-Christophe avec cent hommes, le dominicain Dutertre et Pierre Belain d'Esnambuc. Ils font escale en Martinique le 15 septembre 1635 quelques jours, pour aller de préférence à la Guadeloupe, où le relief avait été estimé plus favorable aux cultures. Mais rapidement, les vivres y manquent, obligeant à réduire les rations à 5 livres de pâte par jour, puis à 5 onces.
Le 17 novembre 1635, Pierre Belain d'Esnambuc s'installe aussi à la Dominique mais en est chassé par les indiens caraïbes et meurt prématurément début 1636 à son retour sur l'île de Saint-Christophe, confiée plus tard à son neveu, Jacques Dyel du Parquet.
Deux semaines après c'est son bras droit Jean du Plessis d'Ossonville qui décède le 4 décembre 1635. Du coup, Charles Liènard de l'Olive retourne à la Guadeloupe, pour y devenir gouverneur de l'île. Il fit très vite la guerre à outrance aux indigènes, suscitant leur haine et c'est seulement fin 1636 qu'une paix très provisoire est trouvée.
Arrivé sur le sol martiniquais, il fait face attaques des indigènes de la Dominique, de Saint-Vincent et de la Guadeloupe, au nombre de 1500.
La colonisation est lente les deux premières années. De cent hommes au premier jour, la colonie en atteint 200 en cours d'année 1638. Duparquet consolide alors les palissades d'un fortsur une presqu'île de la baie de Fort-Royal futur Fort Saint-Louis. Début 1639, l'interdiction de la culture du tabac à Saint-Christophe, pour favoriser le sucre, rassure aussi les candidats au départ vers les îles.

### Arrivée de Philippe de Longvilliers de Poincy
Nommé en 1638 lieutenant-général des îles d'Amériques pour succéder à M. d'Esnambuc, Philippe de Longvilliers de Poincy quitte la France le 12 janvier 1639 pour Saint-Christophe, où il arrive en février 1639.
Philippe de Longvilliers de Poincy fut selon les historiens « le premier capitaliste sucrier des Antilles »  avec près de 600 esclaves à son service dès le début des années 1650, et une fortune évaluée en 1654 à plus d'un million de livres. Il a ainsi précédé et dépassé ses deux rivaux de l'époque, l'Anglais James Drax, qui possédait 200 esclaves à la Barbade en 1654 et le français Jacques Dyel du Parquet, gouverneur de la Martinique, qui avait à la même époque 150 esclaves.
Les centaines d'esclaves travaillant pour Philippe de Longvilliers de Poincy n'ont pas été achetés directement en Afrique. Une partie d'entre eux a été volée sur des navires portugais ou espagnols, et l'autre achetée à des corsaires d'autres pays, probablement des Anglais, avec qui les Français sont associés à Saint-Christophe. Des raids anglais ont eu lieu en 1644-1646 sur la côte des esclaves du Bénin, et.
Les esclaves capturés sur des négriers étrangers par les corsaires de la compagnie revenaient de droit au gouverneur de Saint-Christophe, qui avait récupéré dans ce domaine les droits de son prédécesseur Pierre Belain d'Esnambuc.
L'un des neveux de ce dernier, Jacques Dyel du Parquet, promu gouverneur de la Martinique à sa mort en 1636, avait d'importantes propriétés à Saint-Christophe: trois plantations, dont deux au hameau de la "Grande Montagne", ancienne habitation Esnambuc, situées à seulement quelques kilomètres du port de Basseterre.
Trois mois après être arrivé de France, le général de Poincy les lui a rachetées en mai 1639, pour 110 000 livres pesant de tabac, matière qui servait de « substitut de monnaie » en 1639 dans les îles.
Le même mois que le rachat de ces plantations, un spécialiste français de la transformation de canne à sucre fait à l'acquéreur une offre de services. C'est le sieur Raye, frère d'Adam Raye, de Rouen, qui « dès son enfance, a fait profession de cet art » et qui a « résidé longtemps avec les Hollandais à Pernambouc », au Brésil. Raye s'engage à acheminer d'« Amsterdam, ou de Rouen », sur un petit navire et jusqu'à Saint-Christophe, « un moulin à canne avec tous les outils et équipements nécessaires ».
La Compagnie des Iles d'Amérique donne en juin 1639 son feu vert à cette association entre les deux hommes. Depuis septembre 1638, elle avait déjà deux autres associés « pour le commerce des îles », le capitaine Rigaud, propriétaire d'un vaisseau, et le banquier parisien Desmartin, qui effectuera presque seul les avances de fonds.
Dès 1642, ce banquier a des créances sur Poincy pour 300 000 livres tournois en tabac, car ce dernier n'a rendu que 34 000 livres tournois avant 1640, mais il a mis en caution de l'affaire les futurs revenus de ses plantations.
Sa mission, en tant que gouverneur, est de pallier la surproduction de tabac, en concertation avec l'autre gouverneur de l'île Saint-Christophe, le capitaine Thomas Warner, chacun étant en charge d'une partie de l'île. En octobre 1639, ils prennent ensemble une même ordonnance, exigeant à chaque résident « d'arracher tous les plants et de ne plus en replanter avant dix-huit mois ». Sept ans après seulement, la plantation de canne à sucre de la Grande Montagne dispose dès 1646 de plus de 100 esclaves et 200 « domestiques », c'est-à-dire des engagés blancs.
Vers 1650, la main d'œuvre a augmenté d'un tiers, mais a surtout une nouvelle répartition : 300 esclaves et 100 domestiques, qui approvisionnent 3 moulins à canne à sucre.
Puis en 1654, Poincy détient deux fois plus d'esclaves : 600 à 700 répartis sur plusieurs plantations, car il en a acheté une quatrième en 1648, à Cayonne, dotée elle aussi de 3 moulins à sucre, où il récolte aussi de l'indigo. Logés à Cayonne dans deux rangées de huttes à part, ses engagés travaillaient d'abord « au milieu des esclaves » et « avec le même outillage ».
Puis, en 1666, un inventaire notarié réalisé six ans après sa mort, ne parle plus que de 66 esclaves sur ce site, sans engagés. Un inventaire notarié d'avril 1670 à la "Grande-Montagne", l'autre plantation de Poincy, elle aussi transférée en 1664 à la Compagnie française des Indes occidentales, recense 13 engagés et plus que 214 esclaves. La main-d'œuvre totale a ainsi été divisée par deux en quinze ans.
Plusieurs planteurs vont par la suite promouvoir commandeurs d'anciens engagés qui ont « montré de l'autorité ». Sur les grandes plantations, d'autres ont été spécialement recrutés pour encadrer les maçons, serruriers, charpentiers, ou sucriers. Mais ailleurs, des engagés blancs restent une main-d'œuvre de base : un inventaire de juillet 1682 à Léogâne (Saint-Domingue), sur une plantation de tabac donc hérite Jacques Nepveu, sieur de Pouançay, on en recense encore, travaillent au milieu de 15 esclaves noirs.

### Les problèmes religieux

#### Lutte contre les protestants
Longvilliers de Poincy se voit reprocher de collaborer avec François Levasseur, protestant, et il doit s'en expliquer aux directeurs de la Compagnie, en répondant qu'il avait l'invention de lui faire acheter une barque pour qu'il puisse s'en aller chercher fortune. François Levasseur s'est alors installé à Saint-Domingue, au Port Margot, où « il a si bien fait qu'il s'est rendu maître de la Tortue » en 1640, observe Longvilliers de Poincy dans sa réponse. François Levasseur rejoint sur place des planteurs de tabac qui avaient quitté la Barbade anglaise dès 1639, au moment de la crise de surproduction touchant cette culture. François Levasseur et les Anglais lancent sur place les débuts des boucaniers.
Pour prouver son intransigeance religieuse face aux critiques, Poincy chasse aussi de la Guadeloupe un autre huguenot, Tifiany, de Dieppe, qui s'était « montré insolent ».
En France, Mazarin et Louis XIV au début de son règne firent tout d'abord « preuve d'un réel esprit de tolérance à l'égard des protestants », et la politique de du Parquet a été considérée comme relevant « du principe des yeux fermés sous condition de non pratique du culte public ».

#### Conversion forcé des esclaves
Le père Pelleprat affirmé que 600 esclaves sont baptisés en un an, dans les années 1640 aux Antilles françaises, et les religieux français mettent en avant qu'ils ne font pas que baptiser mais aussi instruire leurs esclaves, alors que les Ibériques, qui les leur ont vendu au Cap Vert, les baptisaient sans les instruire. Les enfants métis reçoivent une éducation jusqu'à 12 ans, et sont déclarés libres « pour punir le péché de leurs pères ».

#### Certains discours religieux émancipateurs
Parti en 1646 avec M. de Nuaily pour tenter coloniser l’île de Grenade, le père Maurile de Saint-Michel, missionnaire carme, ne reste que quelques mois aux Antilles car il est renvoyé en France par son supérieur en 1647 pour chercher du renfort. Toutefois, il a le temps de prendre connaissance d'une discussion concernant la servitude des enfants baptisés, nés de père et de mère esclaves, qu'il rapporte six ans après dans son récit de voyage publié en 1652. Selon lui, les prêtres capucins ont alors présenté, sans succès, au gouverneur de Saint-Christophe, en cours de remplacement, quatre arguments en faveur de la liberté de ces enfants :
- leur religion catholique ;
- les Espagnols leur donnent la liberté, ainsi qu'à leurs pères, s'ils ont servi comme esclaves 13 ans ;
- les Hollandais n’ont aucun esclave chrétien ;
- des mères tuent leurs enfants pour leur éviter l’esclavage.

Les idées du jésuite Alonso de Sandoval se diffusent aussi dans les années 1640. Son œuvre imprimée à Séville en 1627 est en effet rééditée en 1647 peu avant son décès en 1652, avec le titre latin « De instauranda Æthiopum salute ». Il y expose un état des savoirs historique et géographique sur le monde africain, mais surtout dénonce la souffrance des esclaves, avec une admonestation aux propriétaires cruels.
Elles vont inspirer Francisco José de Jaca, aragonais de l'ordre des Capucins et son compagnon Épiphane de Moirans, considérés comme les premiers abolitionnistes. Le premier sera en 1677, envoyé à la mission des Llanos de Caracas au Venezuela puis en 1681 à la mission de Darien en Colombie. Le second, Épiphane Dunod, séjourne à la Martinique en 1678, puis à la Grenade (alors française), et passe en 1679 en territoire espagnol, dans la province de Cumaná, où il se déclare partout indigné par l'esclavagisme, tout comme un autre capucin aragonais, Francisco José de Jaca. Tous deux refusent l'absolution aux maîtres qui ne s'engagent pas à libérer leurs esclaves et demandent à se rendre à Rome pour plaider la liberté des Noirs,.

#### Des religieux également esclavagistes
Les discours de certains religieux bienveillants à l'égard des esclaves n'empêchent pas les congrégations de participer activement à la colonisation, et de posséder des plantations avec de nombreux esclaves : habitations Loyola, Fonds Saint-Jacques, Saint-Régis, Bisdary, La Grivelière, Mont-Carmel...

### Les années 1640
Le Hollandais flamand Daniel Trézel, qui avait obtenu une concession de 2.400 arpents de terre, à prendre en un ou plusieurs endroits, apporte le premier ses « engins » à sucre pour installer la première sucrerie. Par un contrat de cinq ans, en date du 6 avril 1639, il s'engage à céder à la Compagnie la moitié du sucre fabriqué, et à vendre l'autre moitié en France et à des Français, sans pouvoir se livrer à la culture du tabac. La Compagnie lui fait obtenir du Roi toutes sortes d'exemptions de droits, mais son exploitation fait faillite, ses habitations sont vendues et la Compagnie recueille sa succession.
Les autochtones caraïbes sont parallèlement chassés en 1640 des deux îles de la Guadeloupe par les colons Français. Poincy propose alors de vendre la colonie de Saint-Christophe aux Anglais pour se replier sur Basse-Terre mais il n'est pas suivi.
Charles Houël du Petit Pré arrive en Guadeloupe le 5 septembre 1643, nommé gouverneur par la Compagnie des îles d'Amérique, dont il est actionnaire et à laquelle il va racheter en seulement quelques années l'archipel guadeloupéen.
La compagnie est accablée de dettes dès 1642, même si elle a reçu une extension de vingt ans de sa charte. Elle demande en vain à ses actionnaires de remettre au pot, en 1645 puis 1648. Les trois gouverneurs rachètent alors chacun leur île à la compagnie, Poincy passant pour cela par la Compagnie de Malte en 1653.
De son côté, Du Parquet colonise la Martinique, créé le premier établissement à Sainte-Lucie en 1643, et dirige une expédition qui établit une colonie française à la Grenade en 1649.
L'action de la Compagnie s’étend d'autres îles dont La Tortue, mais à la fin des années 1640, le Cardinal Mazarin montre peu d'intérêt pour les affaires coloniales et elle périclite.

### Les gouverneurs se partagent les îles de la Compagnie
Jean Boisseret, membre du Parlement de Paris et armateur à Honfleur achète la Compagnie en faillite le 4 septembre 1649. Boisseret revend le lendemain la moitié de ses parts à son beau-frère Charles Houël. Ils deviennent ainsi les deux coseigneurs propriétaires de la Guadeloupe et de ses iles Marie-Galante, La Désirade et Les Saintes.
La Compagnie des îles d’Amérique étant ruinée, Jacques Dyel du Parquet lui rachète de son côté le 22 septembre 1650 les îles de la Martinique, de Sainte-Lucie, de Grenade et des Grenadines pour 41 500 livres.
En 1651, la Compagnie des îles d’Amérique est dissoute et il est procédé à la vente de ses droits d'exploitation à divers partis. L'ordre de Saint-Jean de Jérusalem achète Saint-Christophe, Sainte-Croix, Saint-Barthélemy et Saint-Martin.
En 1652, conduits par Hazier du Buisson, les colons français reviennent aux Saintes et entreprennent les premières mises en culture de Terre-de-Haut et surtout de Terre-de-Bas, bien plus propice à l'agriculture par son climat plus humide.

### Les attaques autochtones et anglaises
Les Caraïbes (Kalinagos) mènent une série d'attaques en 1653 dans les îles les plus petites : Saint-Vincent, Grenade, Marie-Galante et les Saintes. Ils massacrent les colons français de Marie-Galante. Le capitaine du Mé accomplit alors une expédition punitive à la Dominique, le fief des Caraïbes qui, par représailles, prennent ensuite d'assaut les Saintes. Ce raid vengeur est repoussé par les hommes du Comte de l'Étoile.
Après la guerre de 1658, les Caraïbes sont définitivement dépossédés de leurs terres pour faciliter l'installation de colons français. Le développement agricole est alors soutenu aussi par l'importation d'esclaves destinés aux plantations de banane et de canne à sucre.
Les Anglais du protectorat d'Oliver Cromwell, où la première révolution anglaise a décapité le Roi en janvier 1649 puis subi une guerre contre les Pays-Bas (1652-1653), mènent à leur tour une série d'attaques en 1654 à Saint-Christophe et la Guadeloupe, suivis par les Caraïbes en 1657, avec l'aide de Noirs.
En février 1660, une conférence réunit à Saint-Christophe James Russell, gouverneur de Nevis, Christopher Kaynall, gouverneur d'Antigua, Roger Osborne, gouverneur de Montserrat, et les deux gouverneurs de Guadeloupe, dont Charles Houël du Petit Pré. Elle décide de débloquer des fonds pour la nouvelle alliance défensive contre les Amérindiens, qui doivent être déposés à Basse-Terre, sur Saint-Christophe, où Osborne et Charles Hoüel en disposeront. Le 31 mars 1660, 15 chefs caraïbes se réunissent à la résidence de Charles Houël en Guadeloupe pour signer un traité de paix avec les gouverneurs réunis le mois précédent.
Puis, au début 1662, une expédition anglaise est lancée pour reprendre l'île de la Tortue aux boucaniers et, en juillet 1662, le Baron de Windsor, 35 ans, arrive à la Barbade, en prévision de son mandat de gouverneur de la Jamaïque. Juste après, il envoie le navire Griffin à Saint-Domingue et Cuba pour demander aux gouverneurs espagnols l'autorisation d'effectuer à nouveau du commerce, en expliquant que désormais prévaut la paix.

### Tentative de reprise en main par l’État avec la Compagnie des Indes
En 1663, Jean-Baptiste Colbert commande un rapport à Alexandre de Prouville de Tracy et en 1664 il rachète les ex-dépendances de la Compagnie pour le roi Louis XIV, afin de la relancer sous la forme publique qu'elle avait en 1635.
Colbert partage le domaine colonial en deux compagnies publiques, à hauteur du cap de Bonne-Espérance, créant à l'ouest la Compagnie française des Indes occidentales, avec une souscription de 4,5 millions de livres, en partie par prélèvement sur les fermiers généraux au renouvellement de leur bail en 1665. À l'est, c'est la Compagnie française des Indes orientales, pour laquelle Colbert créé le port de Lorient.
Les actionnaires de la première sont recrutés de force et les directeurs ne connaissent rien du monde colonial. La Compagnie des Indes occidentales a interdiction de commercer avec l’Étranger et a pour seul vocation de rapporter de l'argent au Royaume sans en dépenser trop ni s'attirer d'ennui, dans le cadre d'une réforme fiscale. La création d'une taxe de 3 % sur toutes les marchandises venant d'Amérique, qui apporte 4 millions de livres par an, est souvent contestée et s'ajoute à une taxe sur les redevances seigneuriales perçues dans les colonies.
Les plaintes les plus acerbes des colons des Antilles contre elle concernent l'approvisionnement en esclaves, qui manque de bateaux et de personnel spécialisé, selon eux, alors que les opérateurs privés avaient auparavant réussi, et que la France exportait déjà du sucre en 1665, lors de la création de la compagnie.
L'introduction des esclaves « se tarit complètement », et les grandes difficultés de la compagnie des Indes occidentales se reflète dans l'arrêt royal du 26 août 1670, qui insiste sur la nécessité d'importer plus d'esclaves et qui supprime l'impôt de 5 livres sur chaque esclave transporté d'Afrique vers la Caraïbe.
Le 26 décembre 1669 et le 15 janvier 1670, le lieutenant général des îles De Baas écrit à la Cour pour défendre la liberté de commerce aux marchands hollandais. Le 2 mai 1670, c'est Colbert qui écrit pour proposer que la Compagnie se concentre sur la côte d'Afrique, trois mois seulement avant sa dissolution, comme observé par le futur ministre Abdoulaye Ly, dans sa thèse de 1955 à Bordeaux, consacrée à la Compagnie du Sénégal.
Au cours de la même année 1670, est décidée la construction d'un comptoir à Ouidah par la Compagnie française des Indes Occidentales, alors en sursis.
Ce projet de comptoir est sur un site visité en 1666 par Nicolas Villault de Bellefond, au cours d'un voyage dont l'équipage était néerlandais, armé par le groupe Coymans-Voet, marchands d'Amsterdam, pour le compte d'un groupe de Français. Le 15 mars 1667, G. van Tets, ex-employé de la Compagnie néerlandaise des Indes occidentales négocie avec les mandataires du roi de Comendo. Lors du second voyage (1669-1671), est improvisé un armement négrier complexe comprenant quatre navires, dont un commandé et détenu directement par le Roi de France. Les deux voyages ne sont pas des opérations montées par la Compagnie des Indes, mais impulsées et réalisée avec l'appui de la Cour de France.
Louis XIV, confronté à la guerre de Hollande, cesse de financer le Canada en 1672. La Compagnie du Sénégal est fondée en 1673, mais mise en concurrence avec les opérateurs privés, proches du Roi. Le 2 décembre 1674, un décret royal signé à Saint-Germain-en-Laye décide la dissolution de la Compagnie des Indes occidentales.

## Chronologie
- 1626 : création de la Compagnie de Saint-Christophe par Richelieu et Pierre Belain d'Esnambuc ;
- 1635 : remplacement par la Compagnie des Îles d’Amérique ;
- 15 septembre 1635 : d'Esnambuc débarque en Martinique puis à la Dominique, décède en 1636 ;
- 1637 : Philippe de Longvilliers de Poincy nommé à la tête de la Compagnie ;
- 26 mai 1639 : Poincy et le capitaine Thomas Warner ordonnent la destruction de tous les plants de tabac ;
- 1943 : Charles Houël arrive en Guadeloupe ;
- 1649 : Charles Houël achète à la Compagnie en faillite la Guadeloupe, Marie-Galante, La Désirade et Les Saintes ;
- 1651 : dissolution de la Compagnie des îles d’Amérique ;
- 1658 : création de la Compagnie du Cap-Vert et du Sénégal, chargée d'un monopole de la traite des Noirs ;
- 1664 : Jean-Baptiste Colbert rachète les ex-dépendances de la Compagnie, relancée comme Compagnie française des Indes occidentales, création d'une taxe de 3 % sur toutes les imports d'Amérique, pour 4 millions de livres par an ;
- 1673 : fondation en France de la Compagnie du Sénégal.

## Territoires administrés par la Compagnie des Îles d'Amérique
- Saint-Christophe (1635 à 1651)
- Guadeloupe (28 juin 1635 à 1649)
- Martinique (15 septembre 1635 au 27 septembre 1650)
- La Tortue (1635 à 1651)
- Sainte-Lucie (1643 au 27 septembre 1650)
- Saint-Martin (23 mars 1648 à 1651)
- Saint-Barthélemy (1648 à 1651)
- Grenade (17 mars 1649 au 27 septembre 1650)
- Sainte-Croix (1650 à 1651)